# Kalø Slot
Kalø Slot is een middeleeuwse kasteelruïne gelegen in het oosten van de regio Midtjylland in Denemarken.

## Geschiedenis
Na het neerslaan van een grootschalige boerenopstand gaf koning Erik Menved in 1313 de opdracht om het slot Kalø te bouwen. Het slot diende als dwangburcht om de lokale bevolking onder controle te houden en te voorkomen dat deze wederom in opstand zouden komen. Het kasteel werd aangelegd op een strategisch gunstig gelegen eilandje in de Kalø Vig, dat onderdeel vormt van de Baai van Aarhus. Door middel van het aanleggen van een verhoogde weg werd het eiland verbonden aan het vasteland. Bij de bouw van zowel het kasteel als de landbrug gebruikte Erik Menved de eerder verslagen lokale opstandelingen als dwangarbeiders. 
De opvolger van koning Erik Menved, Christoffel II, werd bij zijn kroning in 1320 door de Deense adel gedwongen om zijn koninklijke burchten in Jutland te slopen. In welke mate het kasteel nadien ook daadwerkelijk gesloopt is blijft onduidelijk. Tijdens de heerschappij van Christoffels zoon Valdemar werd de burcht in ieder geval weer opnieuw opgebouwd en uitgebreid zodat het rond 1343 zijn huidige vorm kreeg.
In de loop van de 14e eeuw werd het kasteel door schulden van de koninklijke familie meerdere keren verpand aan lokale heersers tot in 1407 toen de verpanding definitief werd afgekocht door koningin Margaretha I. Nadien werd het slot met name als een administratief centrum gebruikt en diende het tevens als staatsgevangenis. De bekendste gevangene van het slot Kalø is Gustav Vasa die in de periode van 1518 tot 1519 hier opgesloten zat tot hij ontsnapte. In 1523 zou Gustav Vasa tot koning van Zweden worden gekroond.
Met de introductie van de absolute monarchie in Denemarken in 1660 nam het lokale administratieve belang van het slot af. In 1672 werd het kasteel, dat inmiddels in een vrij vervallen staat was, gesloopt toen het door koning Christiaan V samen met het omliggende landgoed aan zijn halfbroer Ulrik Frederik Gyldenløve was geschonken. De materialen van de sloop werden naar Kopenhagen vervoerd, waar ze werden gebruikt bij de bouw van de Charlottenborg.
De restanten van het kasteel werden in eerste instantie verwaarloosd tot dat in de loop van de 19e eeuw het cultuurhistorisch belang werd ingezien. In 1903 werd er begonnen aan de conservering en herstel van de kasteelruïne. Sindsdien hebben er verschillende restauratie- en archeologische werkzaamheden plaatsgevonden. Het kasteel en zijn omgeving maken deel uit van het in 2009 opgerichte Nationaal park Mols Bjerge.

## Galerij

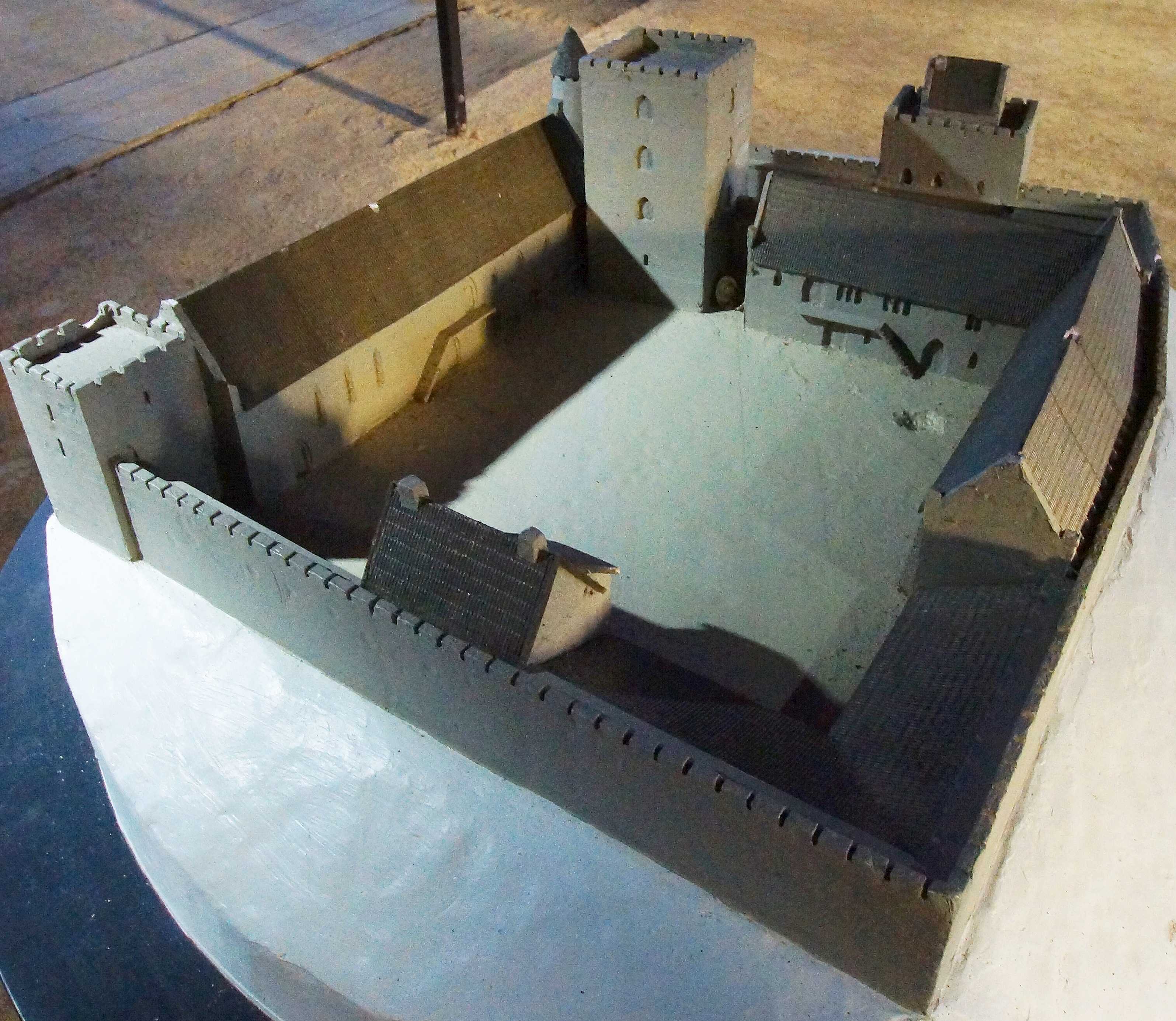
Model van het kasteel, zoals het er in de middeleeuwen uitzag.
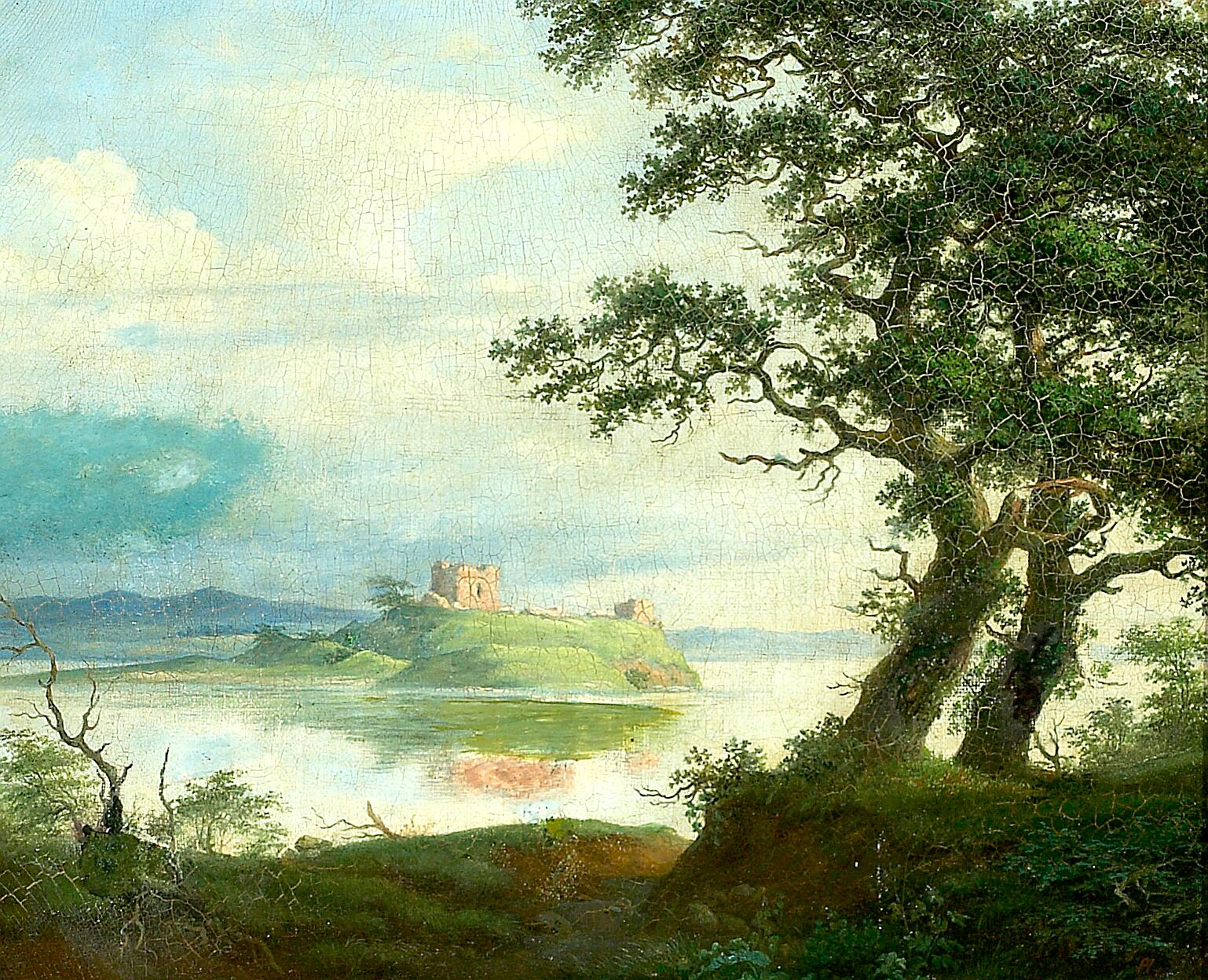
Schilderij van het kasteel uit 1845
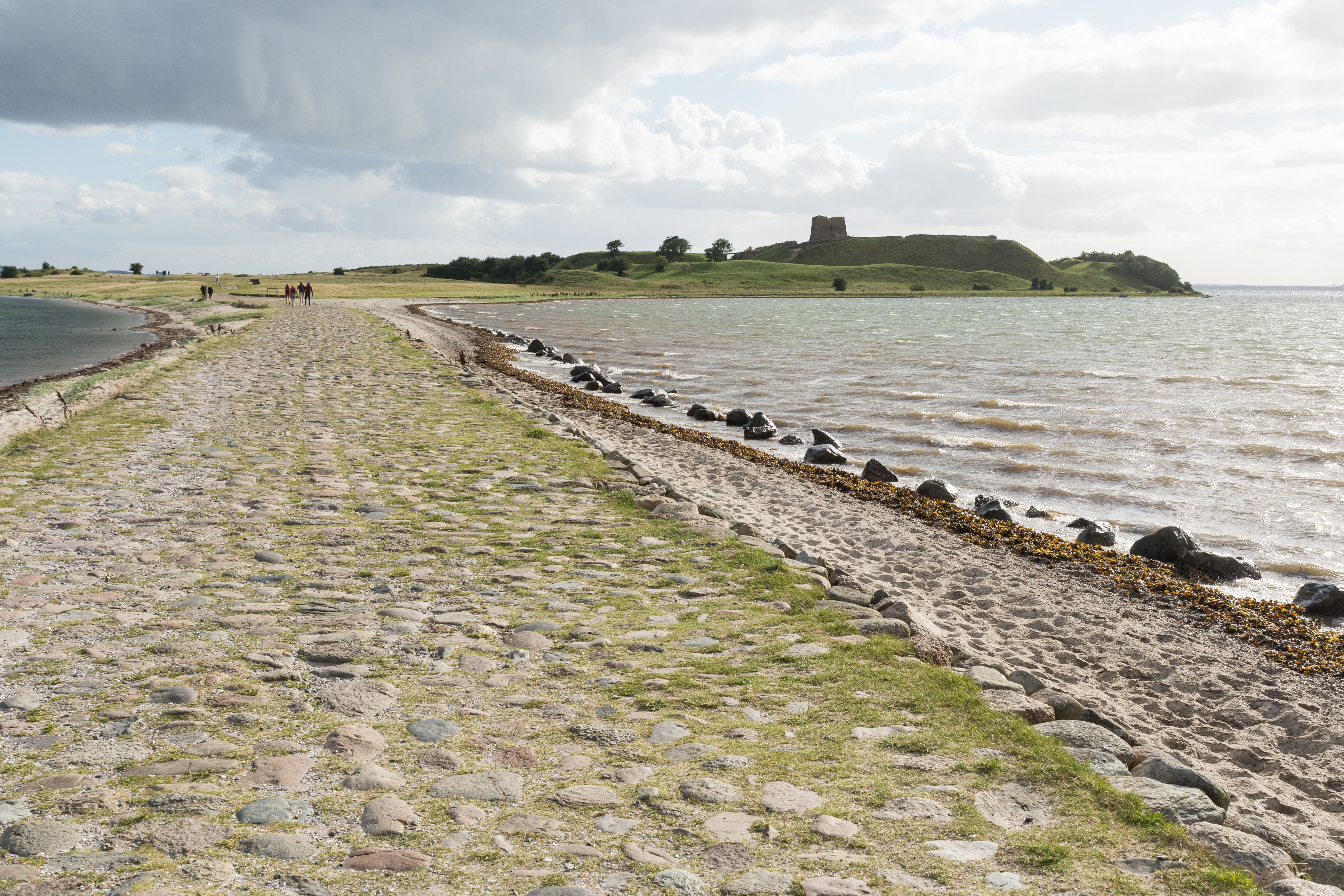
De landbrug met de kunstmatig verhoogde weg tussen het eiland Kalø en het vasteland. De weg vormt het langste en best bewaard gebleven stuk middeleeuwse weg in Denemarken.
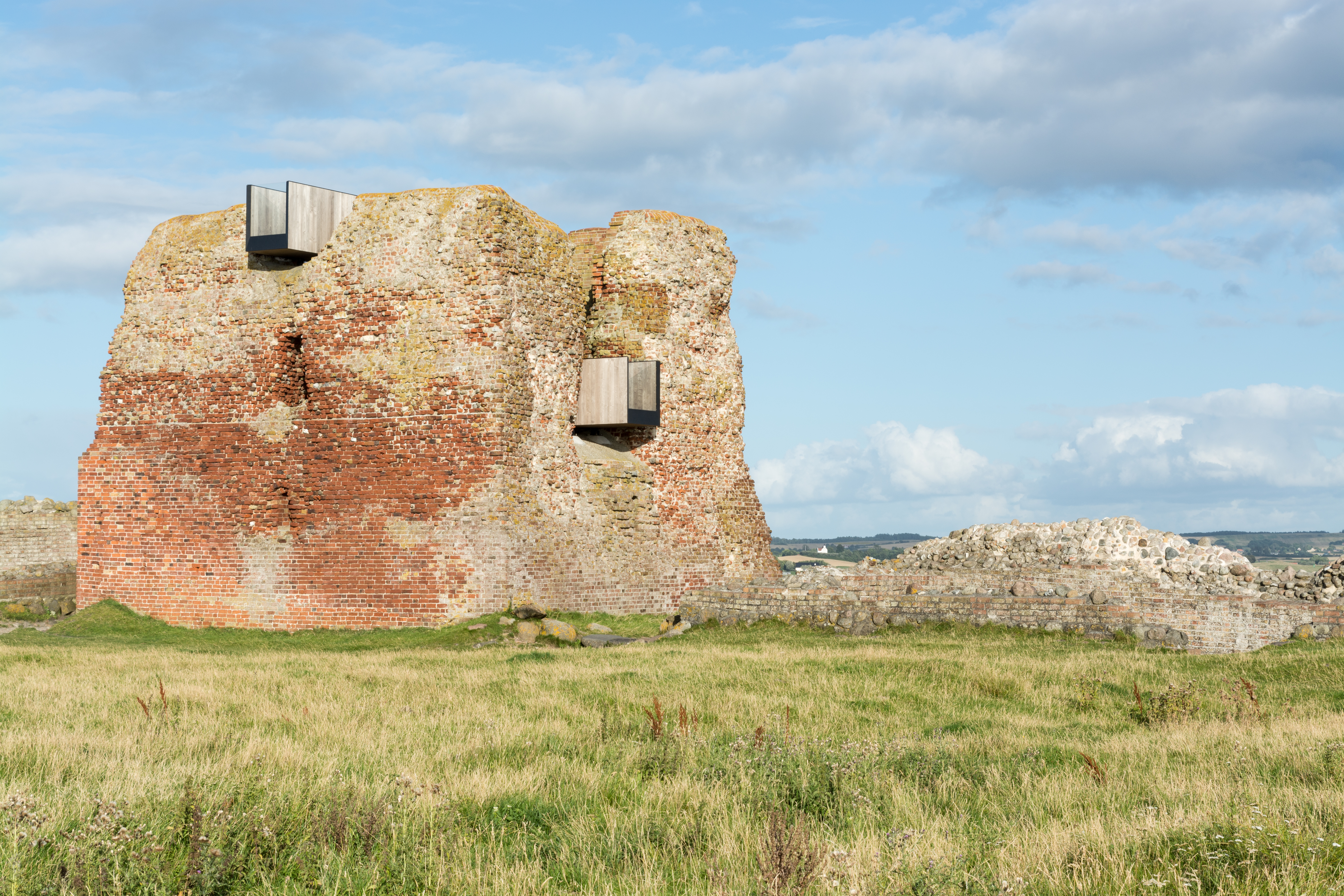
De donjon van het kasteel, gezien vanaf de oorspronkelijke binnenplaats van het kasteel.
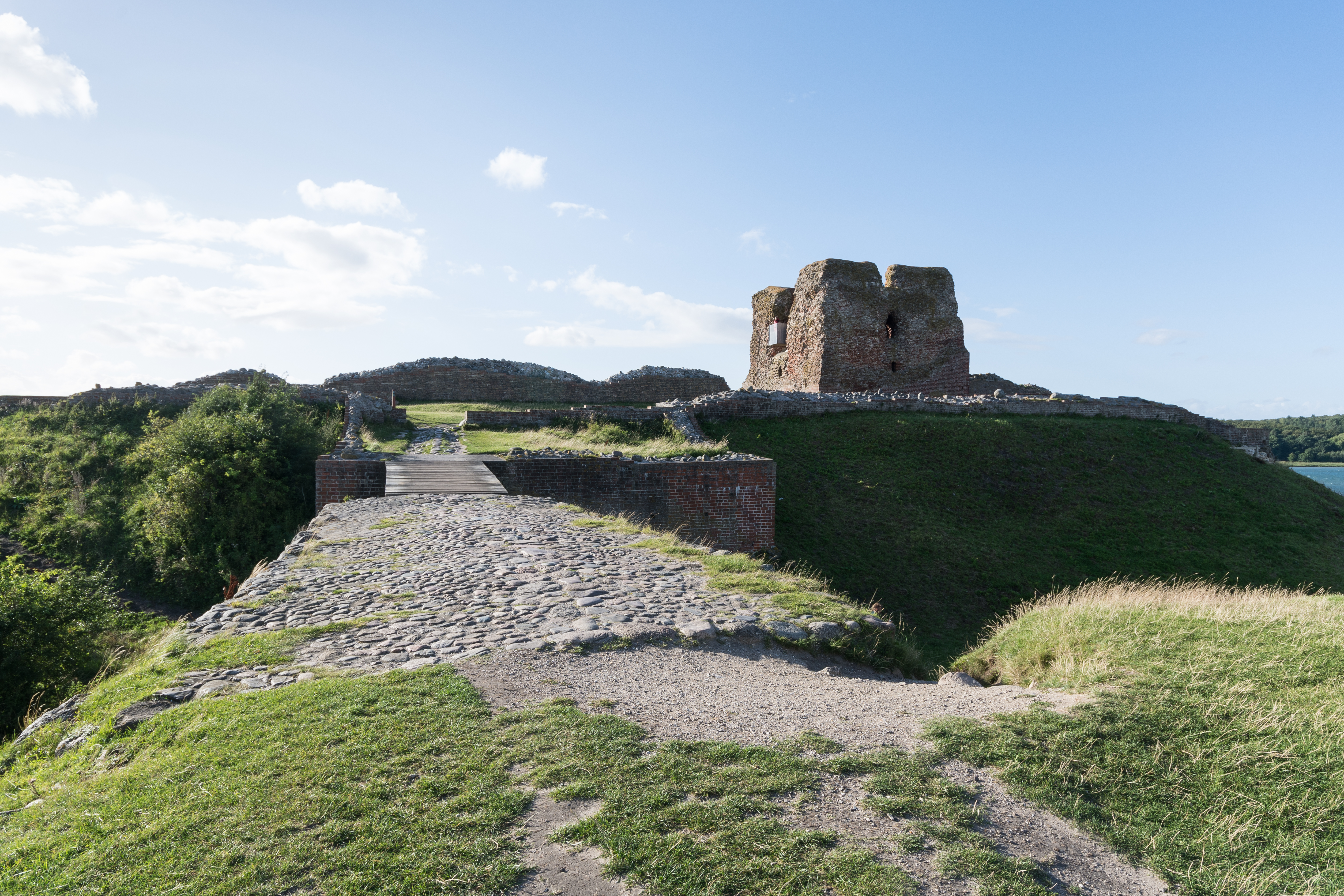
Gezicht op het kasteel, gezien vanaf de oorspronkelijke toegangspoort tot het kasteel.